# Вестерноррланд
Лен Ве́стерноррланд (швед. Västernorrlands län) — лен, расположенный на балтийском побережье в Северной Швеции. Граничит с ленами Емтланд, Евлеборг и Вестерботтен. Административный центр — город Хернёсанд.
В целом, соответствует историческим провинциям Онгерманланд и Медельпад, однако также включает небольшие части Емтланда и Хельсингланда.

## Города
Крупнейшие города (по состоянию на 2005 год):
| Город        | Население |
| ------------ | --------- |
| Сундсвалль   | 49 339    |
| Эрншёльдсвик | 28 617    |
| Хернёсанд    | 18 003    |
| Тимро        | 10 199    |
| Соллефтео    | 8530      |

## Административное деление
Лен состоит из 7 коммун:
- Хернёсанд, центр — Хернёсанд,
- Крамфорс, центр — Крамфорс,
- Соллефтео, центр — Соллефтео,
- Сундсвалль, центр — Сундсвалль,
- Тимро, центр — Тимро,
- Онге, центр — Онге,
- Эрншёльдсвик, центр — Эрншёльдсвик.